# Lepidopilum phyllophilum
Lepidopilum phyllophilum är en bladmossart som beskrevs av Brotherus 1920. Lepidopilum phyllophilum ingår i släktet Lepidopilum och familjen Daltoniaceae. Inga underarter finns listade i Catalogue of Life.